# Stazione di San Gallo St. Fiden
La stazione di San Gallo St. Fiden (in tedesco Bahnhof St. Gallen St. Fiden) è una stazione ferroviaria nel comune svizzero di San Gallo sulle linee Rorschach-San Gallo e Lago di Costanza-Toggenburgo.

## Storia
La stazione fu attivata il 25 ottobre 1856, in occasione dell'apertura della ferrovia Rorschach-San Gallo.

## Strutture e impianti
La stazione dispone di 7 binari, di cui 4 dotati di marciapiede per il servizio passeggeri. La stazione è dotata di un fabbricato viaggiatori e di svariate pensiline.

## Movimento
La stazione è servita da treni a cadenza semioraria sulla relazione Wil - Sciaffusa (S1 della rete celere di San Gallo), a cadenza semioraria sulla relazione San Gallo - Altstätten SG ed oraria per Rapperswil, Sargans e Nesslau-Neu St. Johann (linee S2 e S4 della rete celere di San Gallo), a cadenza oraria sulla relazione Weinfelden - Sankt Margrethen (linea S5 della rete celere di San Gallo) e treni alle ore di punta sulla relazione San Gallo - Wittenbach (linea S82 della rete celere di San Gallo).

## Servizi
Nella stazione sono presenti:
- Biglietteria
- Deposito bagagli automatico

Sono presenti parcheggi di interscambio per automobili e biciclette.

## Interscambi
- Fermata autobus